# Antoon Steverlynck
Antoon Jozef Steverlynck (Vichte, 14 juli 1925 - 7 december 2010) was een Belgische politicus voor CD&V en advocaat.

## Levensloop
Hij was een achterkleinzoon van Joannes Steverlynck, die in Vichte een eerste textielbedrijf oprichtte. Antoon Steverlynck werkte eerst in het familiebedrijf en werkte later als advocaat.
Steverlynck werd politiek actief bij de CVP. Hij nam deel aan de gemeenteraadsverkiezingen van 1964 in Vichte en werd er van 1965 tot 1970 eerste schepen. Hij was burgemeester van Vichte van 1971 tot 1976. In 1977 werd Vichte een deelgemeente van Anzegem. Steverlynck was zo de laatste burgemeester geweest van Vichte.
Hij bleef ook in de fusiegemeente politiek actief en werd daar burgemeester van 1985 tot 1988. Op een zitting van de gemeenteraad op 21 maart 1988 kreeg hij een hersenbloeding, waar hij een gedeeltelijke gezichtsverlamming aan overhield.
Daarnaast was Steverlynck actief in de nationale politiek. Hij was van 1961 tot 1963 medewerker op het kabinet van minister Albert De Clerck. Hij zetelde van 1977 tot 1990 voor het arrondissement Kortrijk in de Kamer van volksvertegenwoordigers en was van 1972 tot 1973 staatssecretaris voor Landbouw en Middenstand in de Regering-Gaston Eyskens V. In de periode oktober 1977-oktober 1980 zetelde hij als gevolg van het toen bestaande dubbelmandaat ook in de Cultuurraad voor de Nederlandse Cultuurgemeenschap, die op 7 december 1971 werd geïnstalleerd. Vanaf 21 oktober 1980 tot oktober 1990 was hij lid van de Vlaamse Raad, de opvolger van de Cultuurraad en de voorloper van het huidige Vlaams Parlement.  
Begin 2009 kreeg hij de titel van ereburgemeester. Hij is de vader van gemeenteraadslid en voormalig senator Jan Steverlynck.

## Publicaties
- Cursief gezegd, 1979.
- Ondernemen is durven, risico nemen, 1981.
- Verwoord verweer. Verzamelde toespraken, 1983.